# Позняки (станция метро)
«Позняки́» (укр. «Позняки́»,  (слушать)о файле) — 36-я станция Киевского метрополитена. Расположена в Дарницком районе города Киева, на Сырецко-Печерской линии между станциями «Осокорки» и «Харьковская». Станция открыта 28 декабря 1994 года. Названа по расположенному рядом жилому массиву Позняки. Пассажиропоток — 38,8 тыс. чел./сутки.

## Конструкция
Станция мелкого заложения, подземный зал с островной посадочной платформой. Свод зала опирается только на один ряд колонн, расположенный асимметрично. Лестница в центре зала ведёт на балкон, соединяющий между собой вестибюли станции. Кроме того, лестничные марши с двух сторон платформы ведут через подземные вестибюли в подземные переходы под транспортной развязкой на пересечении проспектов Николая Бажана и Петра Григоренко. Наземные вестибюли отсутствуют.

## Пересадки
В перспективе планируется, что станция станет частью пересадочного узла со станцией «Проспект Бажана» Левобережной линии. На галерее напротив лестницы в центре зала расположен задел под пересадку на Левобережную линию метрополитена, в настоящее время закрыт торговым павильоном.

## Оформление
Конструктивное решение станции «Позняки» стало новым для Киевского метрополитена. Объём станции имеет значительную высоту и является двухуровневым — на первом уровне размещены посадочные платформы, второй уровень выполнен в виде обходной галереи над платформой в направлении из центра, соединённой с первым уровнем тремя маршами лестниц. Такое решение позволит разделить пассажиропотоки, когда эта станция станет пересадочной с Левобережной линией. Подобный приём был использован в Москве на станции «Комсомольськая»-радиальная и показал высокую эффективность.
Кроме того, разделение уровней полностью меняет впечатление от станции, существенно увеличивая визуальный объём. Это усилено белым мраморным покрытием путевых стен и металлическим потолком. Нетипично реализованное освещение — ряды люминесцентных ламп на потолке дополняются отдельной подсветкой платформы под галереей и точечными светильниками под центральным лестничным маршем. Подсветку также имеют и перила лестничных маршей, но чаще всего она не работает.

## Происшествия
1 июля 2010 года подземные переходы, ведущие к станции, были затоплены в результате сильного ливня.

## Изображения

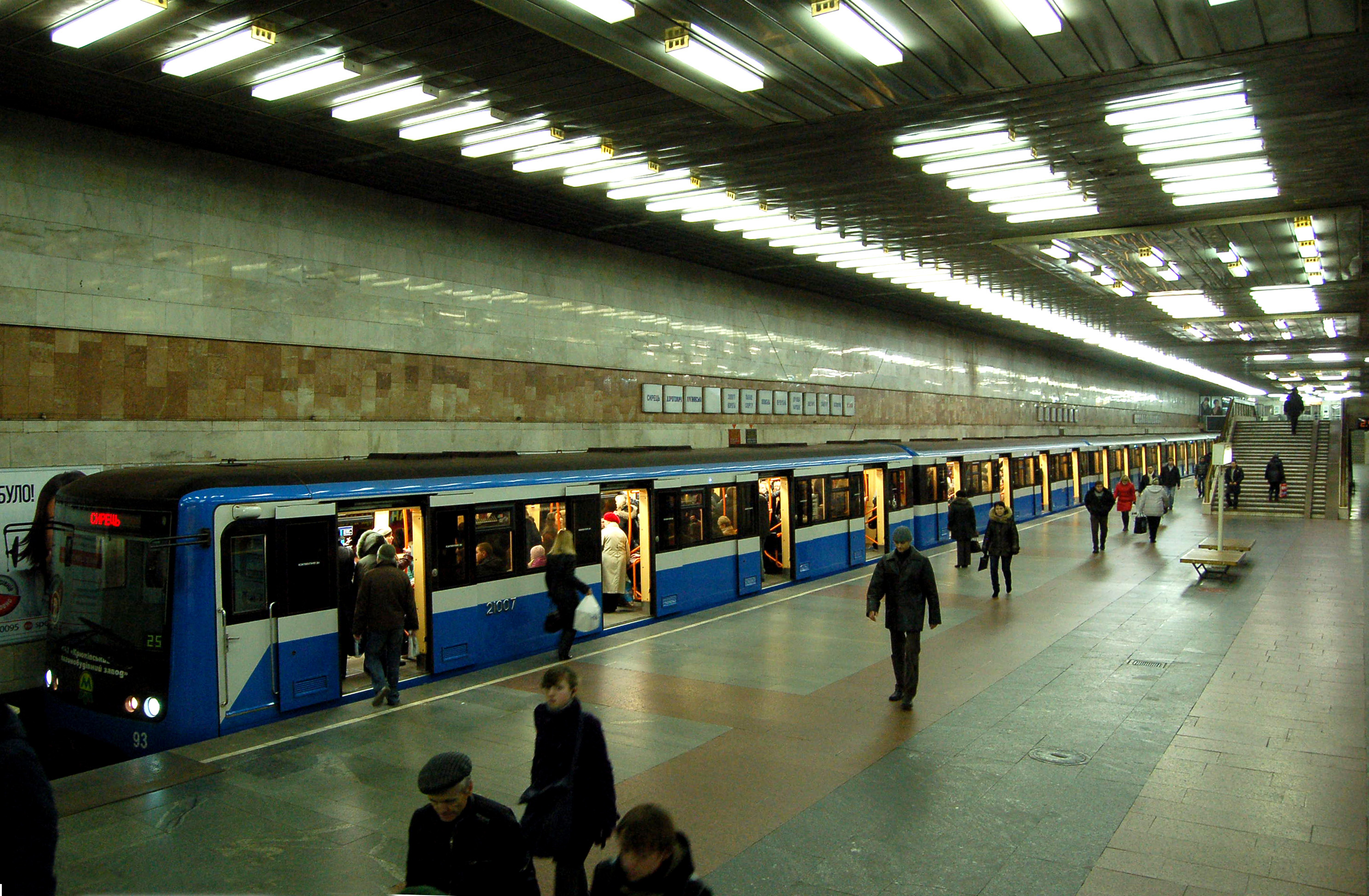
Платформа станции по 2-му пути
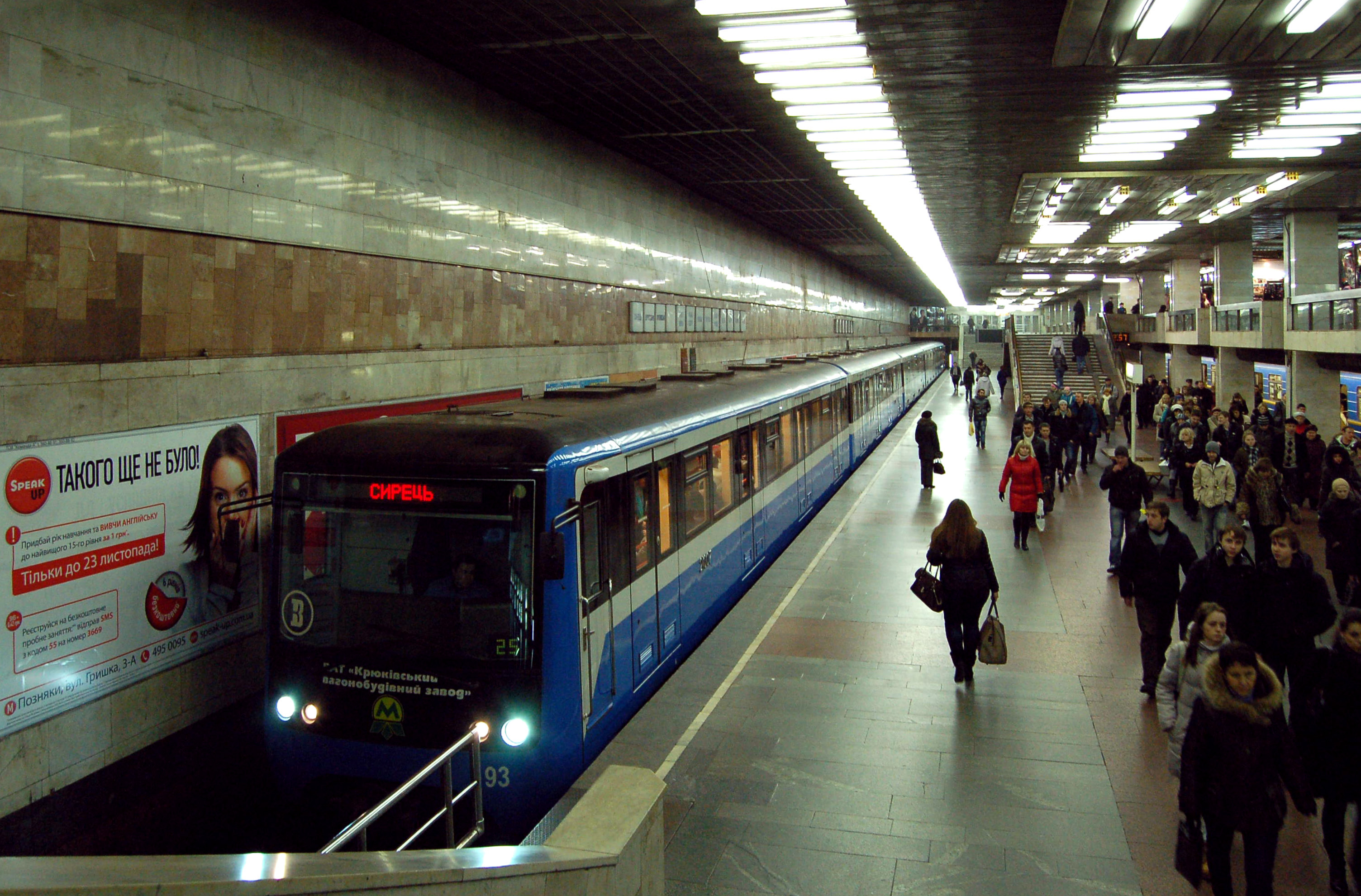
Крюковский поезд на станции
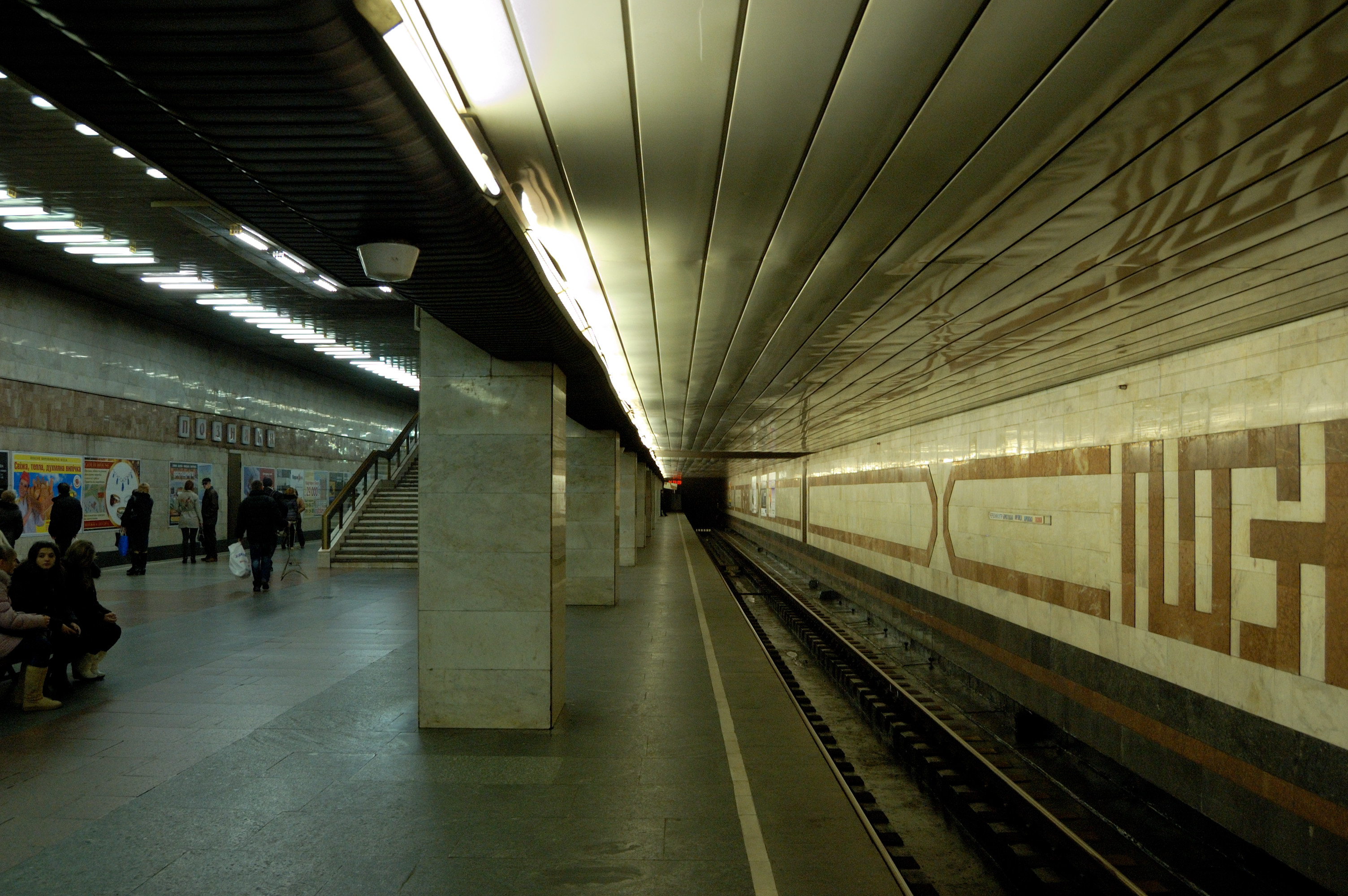
Платформа станции по 1-му пути
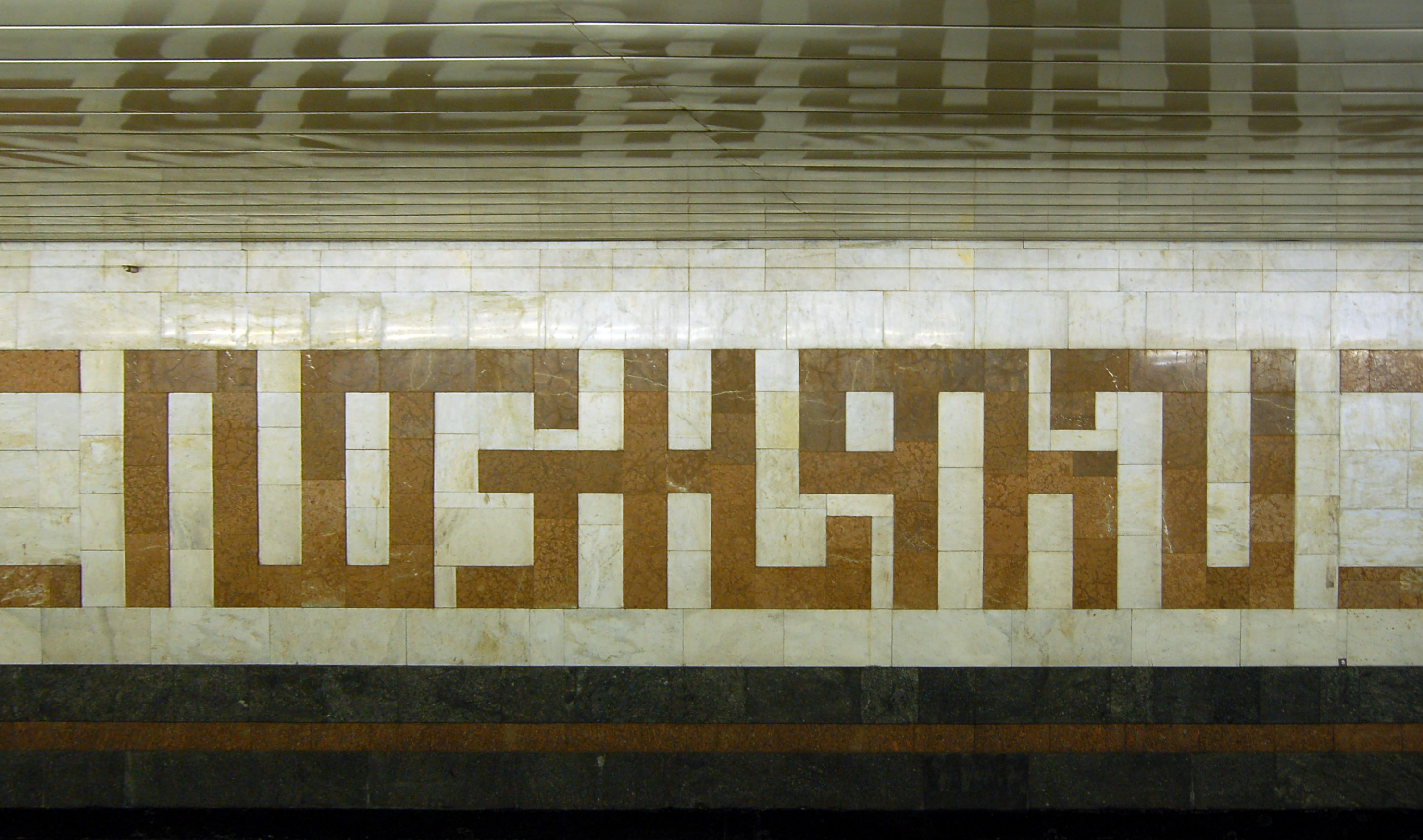
Название станции на путевой стене по 1-му пути
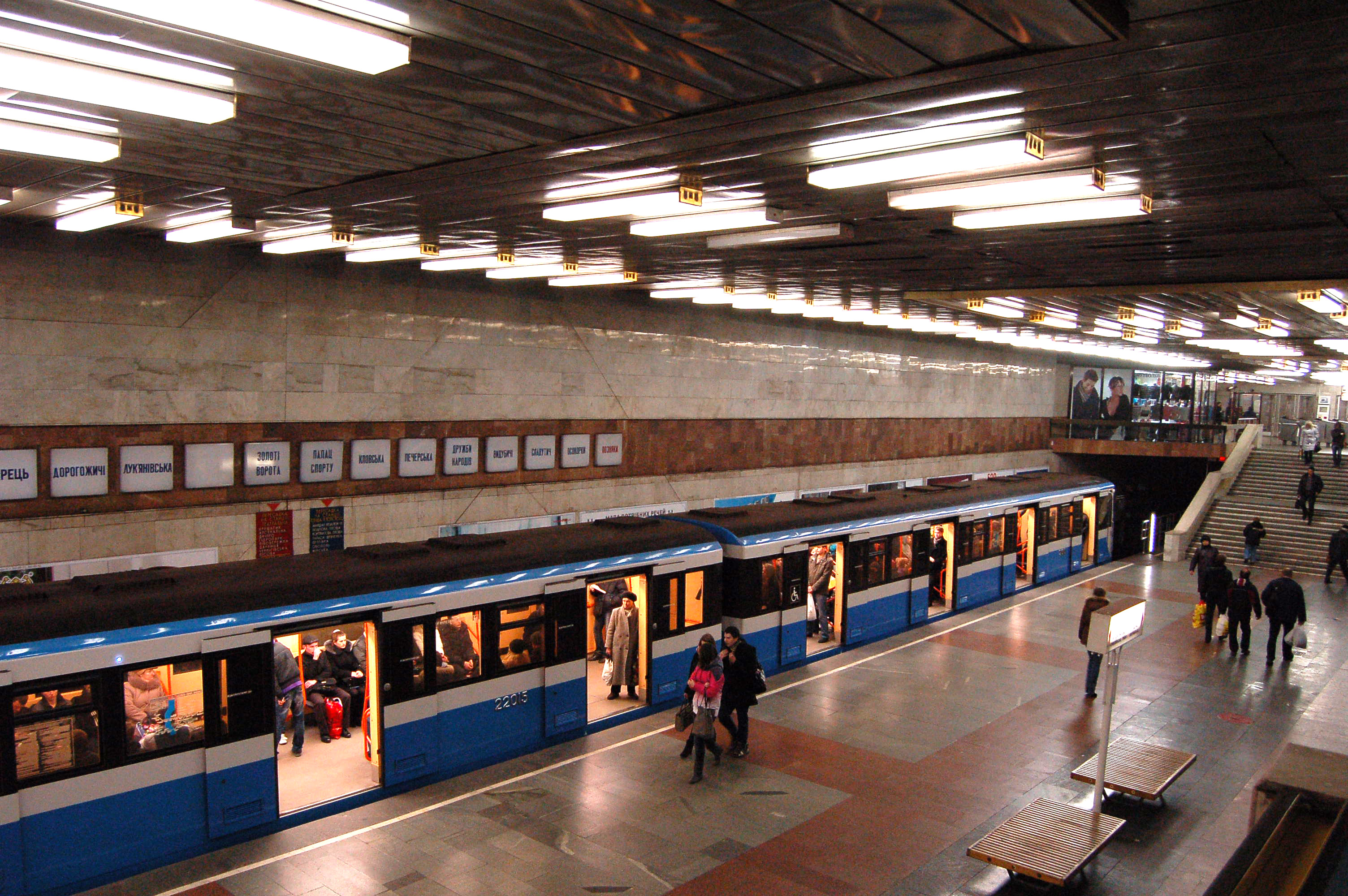
Указатель станций по 2-му пути
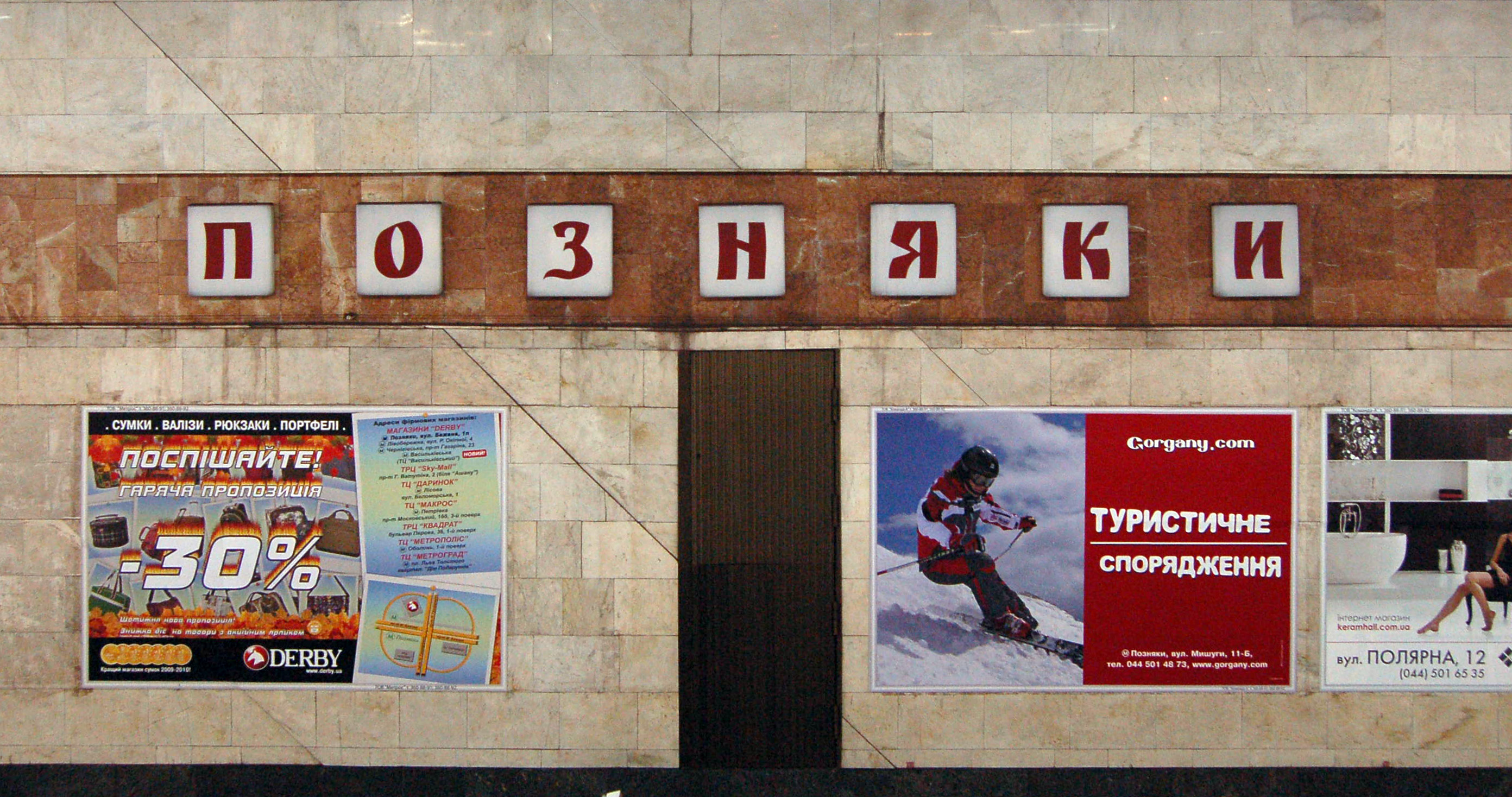
Название станции на путевой стене по 2-му пути
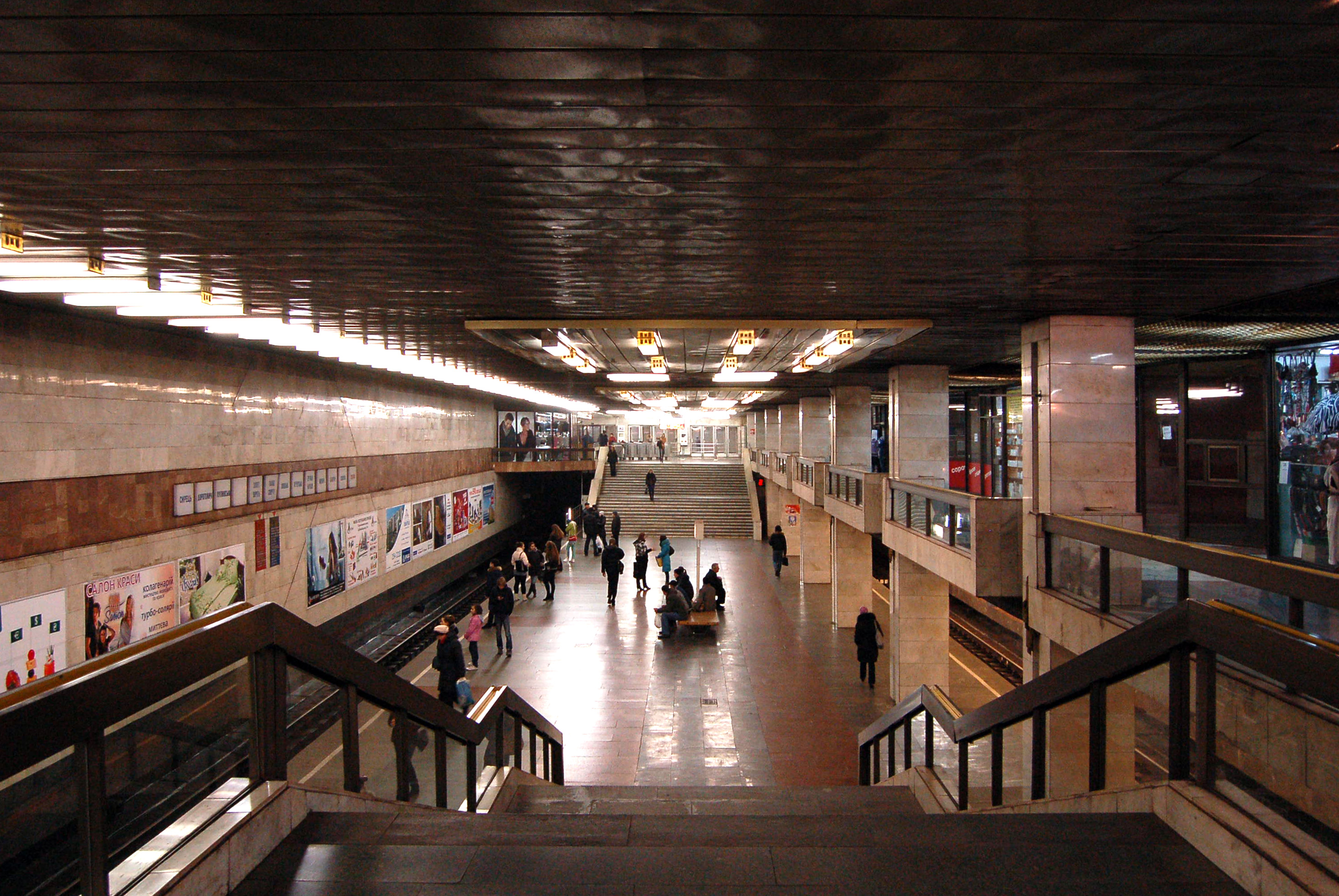
Лестница с платформы на балкон
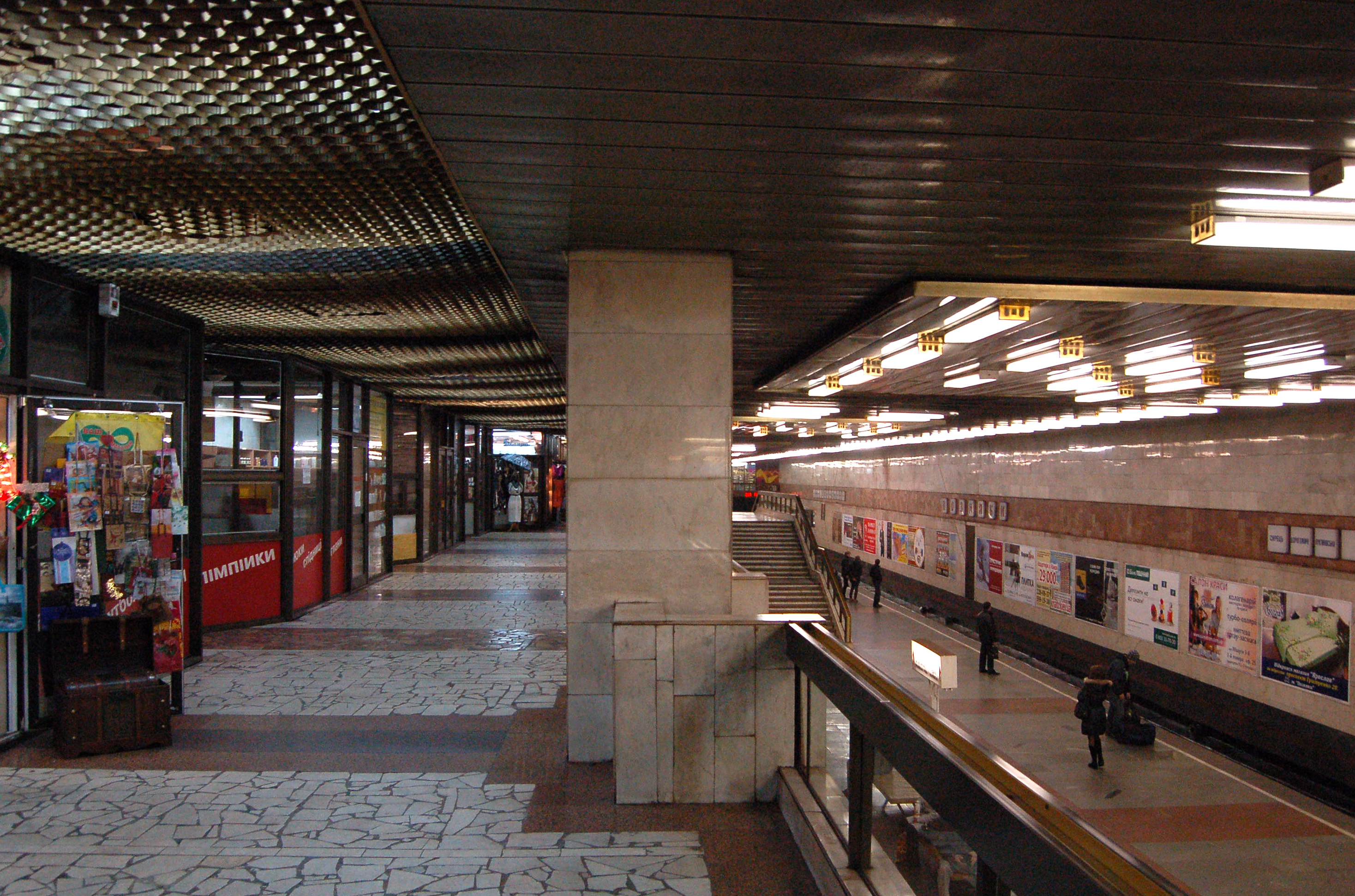
Балкон над платформой 1-го пути
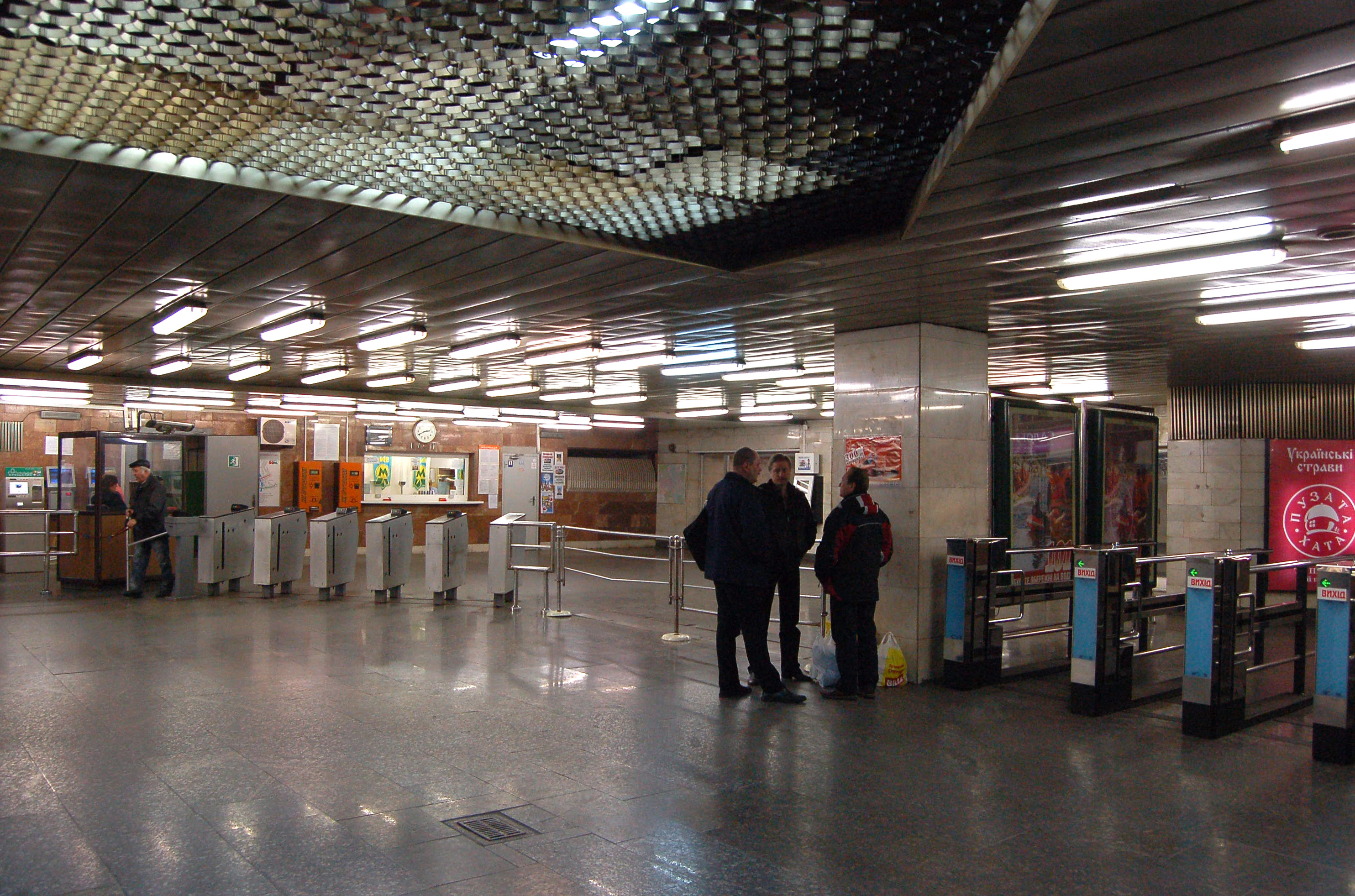
Подземный вестибюль
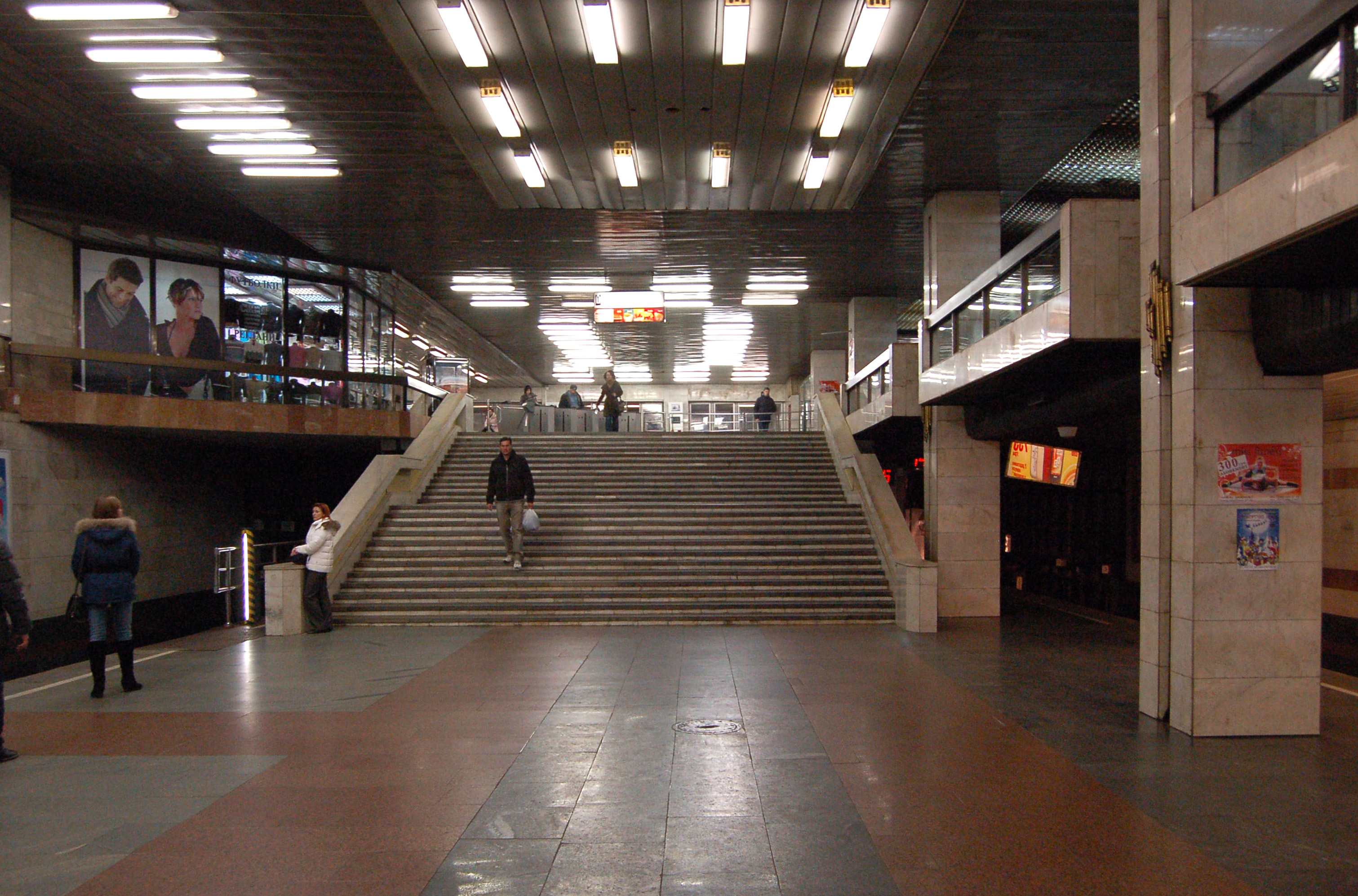
Подземный вестибюль
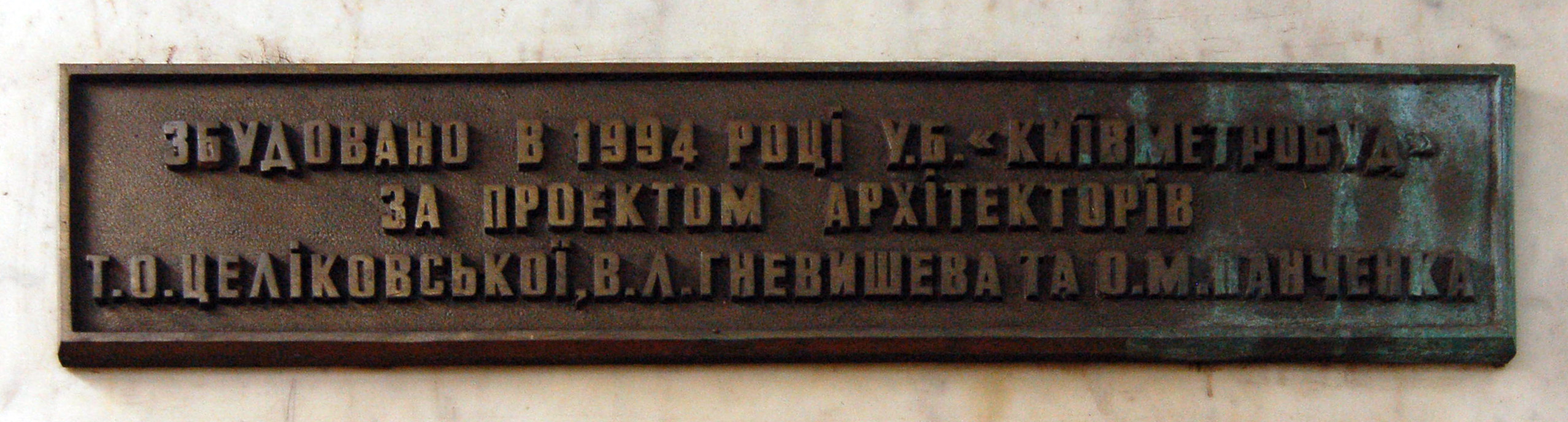
Памятная табличка

## Режим работы
Открытие — 5:31, закрытие — 0:04
Отправление первого поезда в направлении:
- ст. ст. «Красный хутор» — 6:11
- ст. «Сырец» — 5:39

Отправление последнего поезда в направлении:
- ст. ст. «Красный хутор» — 0:36
- ст. «Сырец» — 0:09

Расписание отправления поездов в вечернее время суток (после 22:00) в направлении:
- ст. ст. «Красный хутор» — 22:38, 22:51, 23:08, 23:24, 23:41, 23:58, 0:15, 0:29, 0:34
- ст. «Сырец» — 22:02, 22:14, 22:26, 22:43, 23:00, 23:16, 23:33, 23:50, 0:07

## В культуре
Станция (под названием "Минская") воссоздана на карте gm_metrostroi_b50 модификации Metrostroi для игры Garry's Mod.